# АЭС «Хинкли-Пойнт»
АЭС Хинкли-Пойнт (англ. Hinkley Point Nuclear Power Station) — атомная электростанция (АЭС) в графстве Сомерсет, в Юго-Западной Англии, Великобритания.
АЭС расположена на берегу Бристольского залива Атлантического океана, в 9 милях от города Бриджуотер.

## АЭС «Хинкли-Пойнт А»
АЭС Хинкли-Пойнт А имеет два газо-графитовых ядерных реактора типа Magnox, мощностью по 267 МВт, которые были включены в сеть (англ.) в 1965 году.
23 мая 2000 года оба реакторы были остановлены для вывода из эксплуатации.

## АЭС «Хинкли-Пойнт B»
Строительство второй очереди АЭС началось в 1967 году, консорциумом The Nuclear Power Group (TNPG).
АЭС была запущена 5 февраля 1976 года. В её составе два реактора типа AGR (улучшенный реактор с газовым охлаждением) по 655 МВт, которые были разработаны компанией TNPG, турбины — фирмой General Electric Company.
График закрытия:
T_HINB-7 — 14 мая 2022 года,
T_HINB-8 — 10 мая 2022 года.

## АЭС «Хинкли-Пойнт C»
После почти 20-летнего перерыва было начато строительство реактора на площадке «Хинкли-Пойнт C» (первой британской АЭС за 20 лет).
Ранее планировалось построить 4 новых реактора типа EPR в соответствии с соглашением о ценообразовании на электроэнергию, заключённым с правительством, однако будет построено два реактора.
Реактор EPR прошёл оценку конструкции британским Управлением по ядерному регулированию, наряду с AP1000 от Westinghouse; принятие промежуточных проектов было отложено до тех пор, пока не был учтён опыт аварии на АЭС «Фукусима».
В 2009 году EDF Energy приобрела британскую компанию British Energy.
Для поддержки строительства Areva подписала соглашение о стратегическом партнерстве с Rolls-Royce.
19 марта 2013 года было дано согласие на планирование строительства электростанции, но все ещё требовалось завершить сложные переговоры с правительством Великобритании о ценообразовании на электроэнергию и финансировании проекта с частными инвесторами.
21 октября 2013 EDF Energy объявила о достижении договоренности относительно строительства атомной станции. EDF Group и правительство Великобритании согласовали основные коммерческие условия инвестиционного контракта. Окончательное инвестиционное решение было обусловлено завершением других ключевых шагов, включая согласие Европейской комиссии. 8 октября 2014 года Европейская комиссия объявила о своем согласии, при этом в пользу проекта выступили 16 из 28 членов комиссии.
21 сентября 2015 года британское правительство объявило, что предоставит пакет поддержки в 2 млрд фунтов на строительство Hinkley Point C.
21 октября 2015 года, во время государственного визита Си Цзиньпина в Великобританию, EDF Energy и CGN заключили инвестиционное соглашение на 18 млрд фунтов (20 млрд евро) для строительства двух реакторов в Хинкли-Пойнт, однако юридически обязательные контракты тогда не были подписаны.
В июне 2016 года менеджеры EDF Energy сообщили членам парламента, что проект Хинкли-Пойнт C следует отложить до тех пор, пока компания не «решит множество проблем», включая «растущие долги EDF Energy».
28 июля 2016, после отставки ряда членов администрации компании, правление EDF Energy одобрило проект. Одобрение правительства было дано в сентябре 2016 года.
В июле 2017 года, после внутренней проверки, EDF объявила пересмотренную оценку стоимости, которая включала не менее 1,5 млрд фунтов дополнительных затрат и до 15 месяцев дополнительного времени, в результате чего обновленная смета общих затрат составила 19,6-20,3 млрд фунтов (21,9-22,6 млрд евро).
В сентябре 2019 года смета расходов была снова пересмотрена и достигла 21,5—22,5 млрд фунтов (24-25,1 млрд евро).
В январе 2021 года объявляется новая шестимесячная отсрочка, связанная с глобальной эпидемией COVID-19: производство электроэнергии на реакторе С-1 переносится на июнь 2026 года; этот разрыв увеличивает общую стоимость проекта, который теперь оценивается в 22-23 миллиарда фунтов стерлингов.
В мае 2022 года EDF обнародовала новые сроки и оценки стоимости строительства двух блоков: начало производства электроэнергии на первом блоке отодвинуто на июнь 2027 года, а стоимость приблизительно составит 25—26 миллиардов фунтов стерлингов (31—32,5 миллиарда долларов). Главной причиной задержки объявлена пандемия ковида..
В начале 2024 года EDF снова перенесла сроки запуска АЭС Hinkley Point C в Великобритании: теперь два энергоблока общей мощностью 3,2 ГВт планируют начать вводить в эксплуатацию не раньше 2029 года или, возможно, на 2031 год. 
Стоимость проекта увеличилась с 18 до 47,0 млрд ф.с. В случае завершения станция будет обеспечивать электричеством 6 млн домов (7 % электропотребления страны)
На строительстве станции круглосуточно работало 11 тыс. человек. Сварщиков, инженеров и электриков подрядчиков доставляют на объект на белых автобусах из логистического центра и временных квартир в промышленном городе Бриджуотер.

## Энергоблоки
| Энергоблок       | Тип реакторов | Мощность | Мощность | Начало строительства | Физпуск    | Подключение к сети | Ввод в эксплуатацию | Закрытие   |
| Энергоблок       | Тип реакторов | Чистая   | Брутто   | Начало строительства | Физпуск    | Подключение к сети | Ввод в эксплуатацию | Закрытие   |
| ---------------- | ------------- | -------- | -------- | -------------------- | ---------- | ------------------ | ------------------- | ---------- |
| Хинкли-Пойнт А-1 | GCR, Magnox   | 235 МВт  | 267 МВт  | 01.11.1957           | 01.05.1964 | 16.02.1965         | 30.03.1965          | 23.05.2000 |
| Хинкли-Пойнт А-2 | GCR, Magnox   | 235 МВт  | 267 МВт  | 01.11.1957           | 01.10.1964 | 19.03.1965         | 05.05.1965          | 23.05.2000 |
| Хинкли-Пойнт В-1 | AGR           | 475 МВт  | 655 МВт  | 01.09.1967           | 24.09.1976 | 30.10.1976         | 02.10.1978          | 01.08.2022 |
| Хинкли-Пойнт В-2 | AGR           | 470 МВт  | 655 МВт  | 01.09.1967           | 01.02.1976 | 05.02.1976         | 27.09.1976          | 06.07.2022 |
| Хинкли-Пойнт C-1 | PWR, EPR-1750 | 1630 МВт | 1720 МВт | 11.12.2018           |            |                    | (план: 2027)        | —          |
| Хинкли-Пойнт C-2 | PWR, EPR-1750 | 1630 МВт | 1720 МВт | 12.12.2019           |            |                    |                     | —          |